# Касяненко Іван Іванович
Іван Іванович Касяненко (1887 – 1942) — український радянський державний діяч, київський авіаконструктор, заступник ректора Київського політехнічного інституту, Ректор Київського сільськогосподарського інституту. Перший керівник першої української авіакомпанії «Укрповітрошлях». Перший керівник української гідрометеорологічної служби.

## Біографія
Народився в 1887 році в селі Іванків Переяславського повіту. Закінчив Київський політехнічний інститут.
Під час навчання разом з своїми братами Іван вступив до Київського товариства повітроплавання та узявся за проектування і спорудження літальних апаратів. Їхній родинний колектив спромігся з 1910 по 1921 рік побудувати шість літаків власної конструкції, які мали непогані характеристики. Це були дійсно непересічні конструкції, про що свідчить хоча б те, що вони не загубилися поміж проектами їхніх відомих колег — Федора Терещенка, Дмитра Григоровича, Ігоря Сікорського та інших.
До середини 20-х років Іван Іванович працював у Києві. Після відкриття на базі агрономічного факультету Київського політехнічного інституту Київського сільськогосподарського інституту (тепер це Національний університет біоресурсів і природокористування України) — він став його першим ректором. Кілька років, до спорудження корпусів КДСІ у Голосіїві, він працював під одним дахом з КПІ.
За ректорськими турботами не забував Іван Касяненко і про роботу в Авіаційному науково-технічному товаристві. Наприкінці 20-х років він став головою правління державного акціонерного товариства «Укрповітрошлях», яке розташовувалося у Харкові. Сприяв роботі новоствореного Харківського авіабудівного заводу «Авіазавод імені Раднаргоспу УСРР» та його Головного конструктора Костянтина Калініна.
Ще під час роботи в Київському політехнічному Іван Касяненко почав співпрацювати з Українською метеорологічною службою (Укрметом). Цивільній авіації «Укрповітрошляху» потрібні були точні і оперативні прогнози погоди щодня, а для цього необхідно було створювати відповідну власну службу. За якийсь час Іван Касяненко очолив і всю метеорологічну службу України. Це сталося після об'єднання у 1929 році Укрмету і гідрометричної служби Наркомзему та створення на їх базі Гідрометеорологічного комітету УСРР (ГІМЕКОМу) і Науково-дослідного гідрометеорологічного інституту (ГІМЕІНу), з управлінням у Харкові.
На той час мережа метеорологічної служби в Україні вже була достатньо розвиненою: до складу ГІМЕКОМу увійшли 3 метеорологічні обсерваторії (в Києві, Харкові та Одесі), 360 метеорологічних станцій, 1538 дощомірних постів, 13 кулепілотних пунктів і так далі. Вже при Касяненку завершилося формування й бюро погоди: в Харкові — Центрального, в Одесі — Південного, в Києві — Правобережного. Все це господарство потребувало кваліфікованих кадрів. Тож Іван Касяненко подав до Держплану і Наркомату освіти України проект створення нового навчального закладу гідрометеорологічного профілю. Такий інститут був заснований Постановою РНК УСРР від 21 квітня 1932 р. в Харкові (Харківський гідрометеорологічний інститут) і став навчальним закладом союзного підпорядкування — другим після заснованого в 1930 році Московського навчальним закладом такого профілю. До речі, інших навчальних закладів з підготовки фахівців з гідрометеорології ніде у світі тоді не було. Після війни цей ВНЗ був переведений до Одеси (Одеський гідрометеорологічний інститут) і нині має назву «Одеський державний екологічний університет».
Іван Іванович Касяненко після звільнення з посади керівника гідрометеорологічної служби України працював у Вищій раді народного господарства та в центральному апараті Наркомату важкої промисловості. Після арешту навесні 1938 року його друга Костянтина Калініна був одним з небагатьох людей, які не відвернулися від його сім'ї. Утім, 15 жовтня 1939 року заарештували й Івана Касяненка. Отримав 25 років ув'язнення, і з таборів не повернувся.

## Сім'я
- Касяненко Євген Іванович (1889–1938) — авіаконструктор Харківського авіазаводу, головний редактор редакцію щоденної газети «Вісті ВУЦВК»
- Касяненко Григорій Іванович (1891 — 193?) — український громадсько-політичний діяч, український авіаконструктор.
- Касяненко Андрій Іванович (18?? — 1946) — викладав авіацію на механічному факультеті КПІ.